# جيمس لوف
جيمس لوف (بالإنجليزية: James Love)‏ هو قاضي ومحامي وسياسي أمريكي، ولد في 12 مايو 1795 في مقاطعة نيلسون في الولايات المتحدة، وتوفي في 12 يونيو 1874 في غالفستون في الولايات المتحدة. انتخب عضو مجلس النواب الأمريكي.